# Kłokoczyn (województwo małopolskie)
Kłokoczyn – wieś w Polsce położona w województwie małopolskim, w powiecie krakowskim, w gminie Czernichów.
Wieś położona jest na lewym brzegu Wisły w mezoregionie zwanym Rowem Skawińskim w obrębie makroregionu Brama Krakowska.
| SIMC    | Nazwa     | Rodzaj     |
| ------- | --------- | ---------- |
| 0315904 | Bugaj     | część wsi  |
| 0315910 | Dolina    | część wsi  |
| 0315933 | Łazy      | przysiółek |
| 0315940 | Machaczki | przysiółek |

Wieś królewska, położona w powiecie śląskim województwa krakowskiego, należała do klucza czernichowskiego wielkorządów krakowskich. W latach 1975–1998 miejscowość administracyjnie należała do województwa krakowskiego.

## Zabytki
Obiekt wpisany do rejestru zabytków nieruchomych województwa małopolskiego:
- Dom podcieniowy z przełomu XVIII/XIX wieku.